# Georg Zottmayr
Georg Zottmayr (* 24. Januar 1869 in Kassel; † 11. Dezember 1941 in Dresden) war ein deutscher Opernsänger (Bass), Gesangspädagoge und Komponist.

## Leben
Georg Zottmayr war der Sohn des Tenors Max Zottmayr (1833–1905) und der Sopranistin Nina Zottmayr-Hartmann (1836–1903). Ausgebildet wurde Georg von seinen Eltern.
Zottmayr begann seine Karriere als Konzertsänger, bevor er sich der Oper zuwandte. Sein Debüt war im Jahre 1898. Er sang jeweils eine Spielzeit in Zittau, Lübeck, Trier, Metz, Regensburg, Basel und Mülhausen. 1905–1910 war Zottmayr im Deutschen Theater Prag zu sehen und zu hören. 1910 wurde Zottmayr an das Königliche Hoftheater Dresden, später Sächsisches Landestheater, berufen. Er war Königlich Sächsischer Hofopernsänger und wirkte bis 1924 als Bassist in diversen Rollen, beispielsweise als König Heinrich, Sarastro, Komtur oder Fürst Gremin. Besonders glänzen konnte er aber in seinen Wagner-Rollen.
Zottmayr gab aber auch etliche Gastspiele – in Berlin, München, Brüssel und an anderen großen Bühnen. So trat er beispielsweise 1913 im Großen Musikvereinssaal Wien unter Bruno Walter in Ludwig van Beethovens Missa solemnis zusammen mit Erik Schmedes, Flore Luithlen-Kalbeck und Gertrude Förstel-Links, Schülerin von Selma Nicklass-Kempner, auf. Im Juli 1914 sang er beim Zoppot Festival in der dortigen Waldoper den Hermit in Webers Freischütz neben Lotte Lehmann. Im Oktober 1920 trat Zottmayr in der Frauenkirche zusammen mit bedeutenden Solisten wie Elisabeth Rethberg, Richard Tauber und anderem bei der Dresdner Premiere von Gustav Mahlers 8. Sinfonie unter Kurt Striegler auf. Seit 1928 war er Gesangspädagoge am Dresdner Konservatorium, dem 1856 gegründeten Vorgänger der Hochschule für Musik Carl Maria von Weber Dresden.

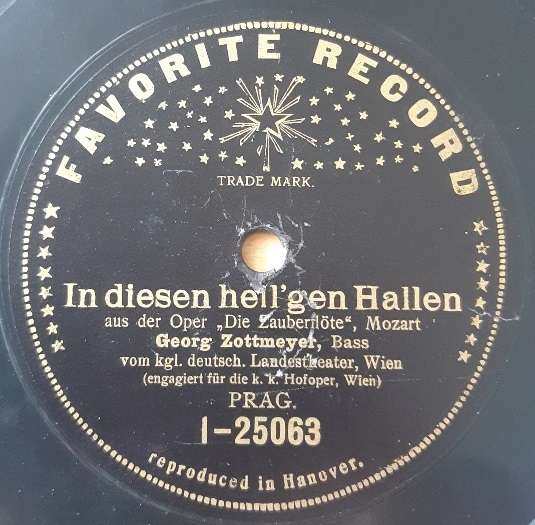
Schallplatte von Georg Zottmayr (Wien 1906)

Georg Zottmayr hinterließ nur sehr wenige Titel auf Favorite (Wien 1906). Vom 3. Mai 1929 gibt es eine unveröffentlichte Schallplattenaufnahme des Fliegenden Holländers mit Zottmayr, Meta Seinemeyer und Robert Burg bei Parlophon, matrix no. 2-21399.
Seine Ehefrau Anna (geb. Hamburger, * 12. Januar 1870 in Wien, † 27. September 1942 im KZ Theresienstadt) war geborene Jüdin. Nach Zottmayrs Tod wurde sie nach Theresienstadt deportiert, wo sie zu Tode kam.